# صندوق سرمایه‌گذاری محدود
صندوق بسته یا صندوق سرمایه‌گذاری محدود (به انگلیسی: closed-end fund) یک مدل سرمایه‌گذاری جمعی و یک طرح جامع سرمایه‌گذاری در صندوق‌های سرمایه‌گذاری مشترک می‌باشد، که از تعداد سهام مشخصی تشکیل می‌شود و قابلیت بازخرید آن توسط سایر صندوق‌های سرمایه‌گذاری وجود ندارد. در صندوق‌های سرمایه‌گذاری محدود برخلاف صندوق‌های نامحدود، بودجه بسته‌های سهام جدید توسط مدیران تعریف نمی‌شود و برگه‌های سهام جدید تنها قابلیت معامله در بازار را خواهند داشت. صندوق‌های سرمایه‌گذاری محدود تنها در بازارهای بورس عرضه می‌شوند و معاملات آنها نیز تنها بصورت عمومی انجام می‌گیرد. قیمت هر سهم نیز توسط بازار بورس اوراق بهادار تعیین می‌شود، که بهای آنها از قیمت پایه تا میزان ارزش خالص دارایی نیز متغیر می‌باشد. هنگامی‌که قیمت پائین یا بالاتر از ارزش خالص دارایی باشد، اغلب مشمول تخفیف یا پاداش خواهد شد. میزان پاداش در این معاملات ممکن است به دلیل اعتماد بازار به توانایی مدیران در انجام سرمایه‌گذاری باشد، همچنین میزان تخفیف در این معاملات نیز ممکن است از قیمت‌هایی که در آینده توسط مدیران تعیین می‌گردد، محاسبه شود.